# بطارية النيكل والهيدروجين
بطارية نيكل-هيدروجين (NiH2 or Ni–H2) هي بطارية قابلة لإعادة الشحن تعتمد على النيكل والهيدروجين. تختلف عن بطارية نيكل-هيدريد فلز باستخدام الهيدروجين بشكل غازي ومخزن بشكل خلية مضغوطة بقوة ضغط 1200 رطل على البوصة المربعة (82.7 بار). اخترعت هذه البطارية في 25 فبراير 1971 من قبل العالم الكسندر إليتش كلوس وبوريس (بالإنجليزية:  Alexandr Ilich Kloss ،Boris Ioselevich Tsenter)‏ في الولايات المتحدة الأمريكية.
تستخدم بطاريات نيكل-هيدروجين 26% منها هيدروكسيد البوتاسيوم كإلكتروليت وأعطى ذلك مدة خدمة حتى 15 سنة أو أكثر من 80% من عمق التفريغ، كثافة الطاقة 75 واط ساعي/عشر المتر. القوة النوعية 220 واط/كغ. وجهد اللاحمل هو 1.55 فولط، والفولط المتوسط خلال التفريغ هو 1.25 فولط.
تعادل كثافة الطاقة في هذه البطارية حوالي ثلث بطارية الليثيوم ولكن الخاصية المميزة لبطارية نيكل-هيدروجين هي طول حياتها. تعمل البطارية بأكثر من 20,000 دورة شحن بفعالية طاقة 85% وفعالية فاراد 100% (بالإنجليزية:  faradaic efficiency)‏.
خصائص بطاريات نيكل-هيدروجين تجعلها مناسبة لتخزين الطاقة في الأقمار الصناعية. والمسبار الفضائي، مثلا محطة الفضاء الدولية ومسنجر ومارس أوديسي وماسح الأراضي مارس غولب (بالإنجليزية: Mars Global Surveyor)‏ كلها مزودة ببطاريات نيكل-هيدروجين. عندما تغيرت بطاريات مرصد هابل الأصلية في مايو 2009 بعد 19 سنة من انطلاقه زود بأكبر عدد من دورات الشحن والتفريغ من بطاريات نيكل-هيدروجين في مدار أرضي منخفض.

## تاريخ
بدأ تطور بطارية نيكل-هيدروجين في عام 1970 في شركة الأقمار الصناعية للاتصالات واستخدمت لأول مرة في عام 1977 في القمر الصناعي 2 للتقنيات الملاحة للبحرية الأمريكية. حاليا، أغلبية المصنعين لبطارية نيكل-هيدروجين هم شركات التقنية إيكل-بكير وجونسون كونترولز (بالإنجليزية:  Eagle-Picher Technologies and Johnson Controls)‏.

## خصائص
تجمع بطارية نيكل-هيدروجين قطب النيكل الموجب لبطارية نيكل-كادميوم والقطب السالب الذي يتضمن عناصر تساعد على انتشار الغاز ومواد محفزة لخلية الوقود. خلال التفريغ، يتسع الهيدروجين في وعاء الضغط ويتأكسد إلى ماء بينما يُتخصر قطب نيكل أوكهيدروكسيد إلى أوكسيد النيكل. يستهلك الماء في قطب النيكل ويُنتج في قطب الهيدروجين، لايتغير تركيز إلكتروليت هيدروكسيد البوتاسيوم. عندما تفرغ البطارية ينخفض ضغط الهيدروجين ويعطي حالة مستقرة لحركة التيار. في إحدى بطاريات أقمار الاتصالات، الضغط للبطارية المشحونة كاملا فوق 500 باوند/إنش المربع (3.4ملي بار)، وتنخفض إلى 15 باوند/إنش المربع (0.1 ملي بار) في حالة إفراغ البطارية كاملا.
إذا كانت البطارية مشحونة بشكل كامل، ينتج الأوكسجين في قطب النيكل وينعكس مع حالة الهيدروجين في البطارية ويشكل الماء.
لدى هذه البطارية مشكلة نسبة تفريغ ذاتي عالية نسبيا. التفاعل الكيميائي للنيكل (III) إلى نيكل (II) في القطب:
NiOOH + 0.5 H2 = Ni(OH)2.

## معرض صور

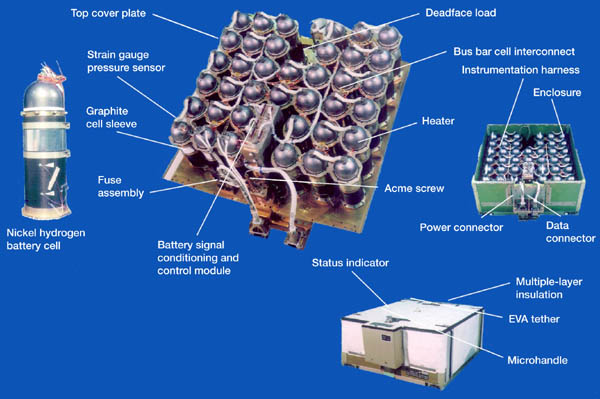
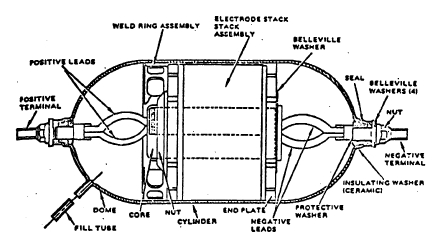
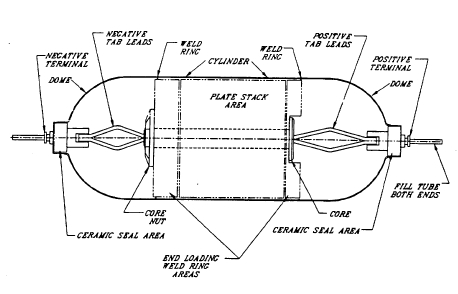
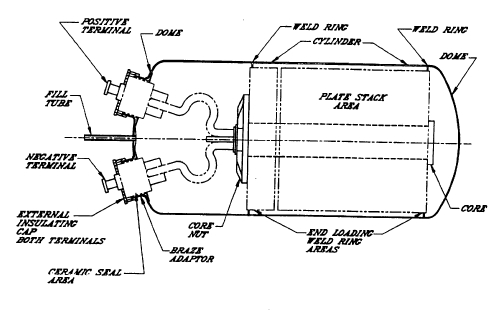
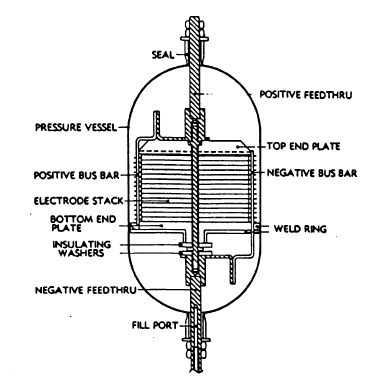

## مزيد من القراءة
- Albert H. Zimmerman (ed), Nickel-Hydrogen Batteries Principles and Practice, The Aerospace Press, El Segundo, California. ISBN 1-884989-20-9.

## وصلات إضافية
- Overview of the design, development, and application of nickel-hydrogen batteries
- Details of the NiH2-battery
- Implantable nickel hydrogen batteries for bio-power applications
- NASA handbook for nickel-hydrogen batteries
- A nickel/hydrogen battery for terrestrial PV systems
- A microfabricated nickel-hydrogen battery using thick film printing techniques